# Ilse Reil
Ilse Reil, geborene Steffens (* 13. Oktober 1919 in Sartowitz; † 10. Dezember 2013 in Göttingen, beigesetzt in Oldenburg/OL), war eine deutsche Blockflötistin.

## Leben und beruflicher Werdegang
Ilse Reil-Steffens wuchs in Zoppot auf und studierte in Danzig Blockflöte, Klavier und Chorleitung. In der Zeit des Zweiten Weltkrieges leitete sie den Danziger Rundfunkchor. Sie lehrte acht Jahre Blockflöte an der Universität Oldenburg. Eine ihrer bekanntesten Schülerinnen ist die Komponistin Sarah Nemtsov (* 1980). Sie verlebte ihre Kindheit und Jugend im Haus Ilse Reils, in dem ihre Mutter eine Wohnung gemietet hatte.
Von 1945 bis 1997 war sie Mitglied des Reil-Trios, mit dem sie rund 7500 Konzerte in Deutschland, Schweden, Frankreich und Belgien gegeben hat. Für seine Verdienste wurde dem Reil-Trio 1979 das Stadtsiegel der Stadt Oldenburg verliehen.
Verheiratet war Ilse Reil-Steffens mit dem Musiker Detmar Reil. Er verstarb bereits 1980. Aus der Ehe gingen zwei Töchter hervor.

## Tondokumente

### So genannteReil-Schallplatten
Folgende Tondokumente (Vinyl, überwiegend 25 cm Durchmesser) wurden vom Tonstudio Ingo Engelsmann (Castrop-Rauxel) produziert und unter dem Namen Reil-Schallplatten herausgebracht:
1. Advents- und Weihnachtsmusik (Ilse Reil-Steffen, Sopran und Diskantflöte; Detmar Reil, Viola da Gamba; Hermann Dick, Laute und  Cembalo)
2. Kammermusik und geistliche Volkslieder (Ilse Reil-Steffens, Mezzosopran, Diskant- und Altflöte, Diskantgambe; Detmar Reil, Tenor, Diskant-, Alt- und Tenorgambe; Hermann Dick, Bass, Theorbe, Cembalo, Gambe)
3. Schalle nur, du muntre Flöte! Werke von Georg Philipp Telemann
4. Das Reil-Trio musiziert Instrumentalmusik von Georg Philipp Telemann
5. Geh aus mein Herz und suche Freud (17 cm Durchmesser) (Reil-Trio mit Sprecher Detlef Rora)
6. Gott des Himmels und der Erden. Geistliche Kammermusik (Ilse Reil-Steffens, Sopran, Diskant- und Altblockflöte; Hermann Dick, Bass, Cembalo und Laute; Detmar Reil Tenor und Viola da Gamba)
7. Geh aus mein Herz und suche Freud (17 cm Durchmesser)
8. So wünsch ich euch ein gute Nacht! (Ilse Reil-Steffens, Sopran und Diskantflöte; Detmar Reil, Viola da Gamba; Hermann Dick, Laute und Cembalo)
9. Weihnachtliche Musik des Reil-Trios (30 cm Durchmesser)

### Weitere Aufnahmen (Auswahl)
Das Reil-Trio produzierte außer den bereits genannten Reil-Schallplatten:
- Ein Notenstrauss für jedes Fest. Oldenburg 1995.
- Liebenswerte Köstlichkeiten. Oldenburg 1995.
- O Freude, über Freude. Oldenburg 1995.
- Wenn es dunkel wird ... Oldenburg 1993.
- Kleines Kammerkonzert für Kinder und Erwachsene.
- Kinder im Konzert.
- Meine Seele ruht in dir.
- In dulci jubilo.
- Kommt, laßt uns doch anhören.
- Klingende Miniaturen.
- Lerchenkonzert.
- Mit meinem Gott geh' ich zur Ruh'.
- Musika, Begleiterin der Freude, Heilerin der Schmerzen .
- In dir ist Freude.
- Lied der Weihnacht.
- Alte Musik auf alten Instrumenten.
- Gesang der Vögel
- Festliches Barockkonzert.
- Herzlichen Glückwunsch.
- Die Volkslieder-Spieluhr.
- Spieluhr im Advent.
- Kammerkonzert.
- Die Mozart-Spieluhr.
- Die kleine Spieluhr.
- Musik alter Meister.
- Christusworte.
- Laute-Cembalo-Gitarre.